# Duomo di Polistena
Il duomo di Polistena nota anche come "chiesa matrice" è la principale chiesa di Polistena ed è dedicata a santa Marina, patrona della città.

## Storia
L'attuale chiesa risale al 1786 poiché la chiesa originale è stata distrutta nel terremoto del 1783.
Un successivo terremoto, quello del 1908, provocò danni così gravi all'intero edificio sacro che fu sul punto di venire abbattuto, ma poi fu invece recuperato con un massiccio restauro tra il 1930 e il 1932, e la restituzione al culto dei cittadini.

### Elenco parroci dal 1573
- Sigismondo Mangeruga (1573-1586)[4]
- Giuseppe Ragonesi (1586-1609)
- Giovan Francesco Marafioti (1609-1638)
- Vincenzo Luccisano (1638-1647)
- Giuseppe Palermo (1647-1659)
- Giovan Matteo Romeo (1659-1661)
- Giulio Cesare Marafioti (1661-1667)
- Francesco Marafioti (1667-1682)
- Scipione Contestabile Milano (1682-1688)
- Francesco Giacomo Rovere (1688-1728)
- Giuseppe Rovere (1728-1760)
- Antonio Longo (1760-1761)
- Francesco Francone (1761-1779)
- Nicola Antonio Montiglia (1783-1818)
- Rosario Prenestino (1819-1822)
- Francesco Zerbi (1823-1831)
- Michele Angelo Guarrisi (1832)[6][7][8]
- Francesco Zerbi (1832-1868)
- Domenico Lidonnici (1869-1889)
- Francesco Grio (1889-1890)
- Domenico Rodinò Toscano (1890-1926)
- Luigi Guido (1926-1957)
- Francesco Luzzi (1957-1971)
- Rocco Jaria (1971-1972)
- Giovanni Amendolia (1972-1984)
- Giuseppe Demasi (1984-presente)[9]

## Descrizione

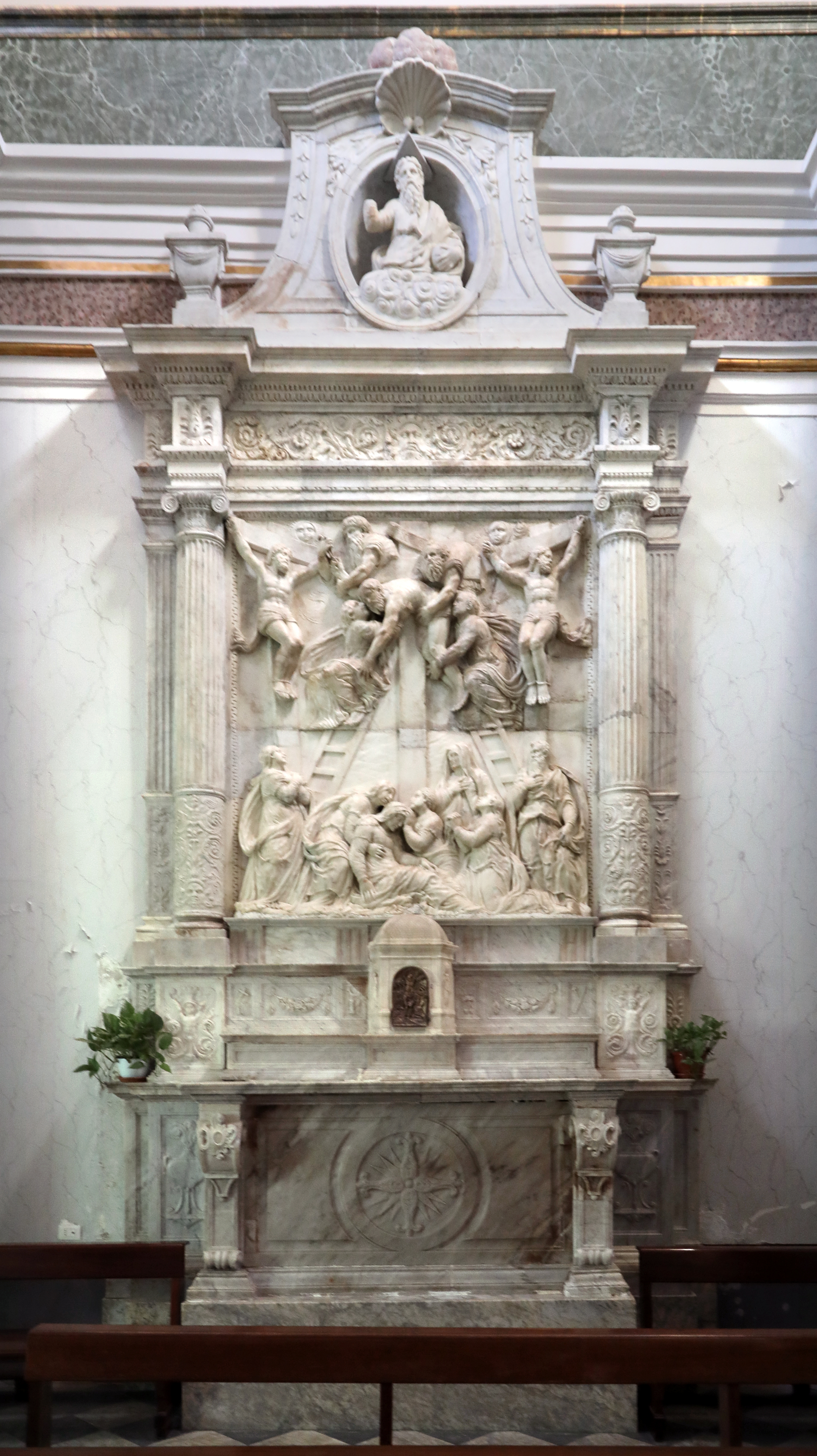
L'altare della Deposizione

### Esterno
La chiesa presenta una facciata semplice ma imponente su disegni di Francesco Jerace con un alto campanile e nella parte superiore si conserva una scultura di santa Marina Vergine. 
L'interno è invece a tre navate, più altre due cappelle dedicate al Santissimo Sacramento e a san Rocco.

### Interno

#### Abside
L'altare centrale è in marmi policromi, e al centro è posizionata la nicchia lignea (ebanista Francesco Formica) al cui interno è conservata la statua sempre lignea di santa Marina (opera di Vincenzo Zaffiro nel 1835). Sopra il coro ancora in legno, progettato dagli ebanisti polistenesi Giuseppe e Giovanni Silipo (1893), vi sono altre due raffigurazioni di santa Marina, con due tele laterali del pittore Diego Grillo che descrivono momenti della vita di Santa Marina; infine al di sopra della nicchia, vi è una tela absidale del pittore polistenese Ugo Borgese che raffigura i quattro evangelisti con al centro Gesù (1962).

#### Transetto
L'opera più importante presente nella parte destra del transetto è senza dubbio la pala marmorea della Deposizione, altorilievo cinquecentesco proveniente dalle macerie dell'antica Chiesa Madre, e collocato nella attuale chiesa nel 1822. La Pala, secondo Francesco Jerace è opera di Giovanni Merliani da Nola, secondo altri di Giovanni Antonio Montorsoli e bottega. Sopra la pala marmorea è collocato un quadro dell'Eucaristia del pittore Brunetto Aloi del 1840. 
Dalla parte sinistra del transetto invece vi è un altare in stucchi e una Madonna del Carmelo e al di sopra di esso una tela della Deposizione, donata dalla pittrice Perla Panetta nel 2014.

#### Cappella del Santissimo Sacramento
Posta oltre la parte destra del transetto, in tale cappella si conserva l'altare del Santissimo Sacramento, opera dello scultore Francesco Jerace (1893), che è sovrastato da una tela (metri 4 x 2) raffigurante l'Ultima cena anch'essa di Jerace e dipinta nel 1904 (a devozione del padre Fortunato).

#### Cappella di San Rocco

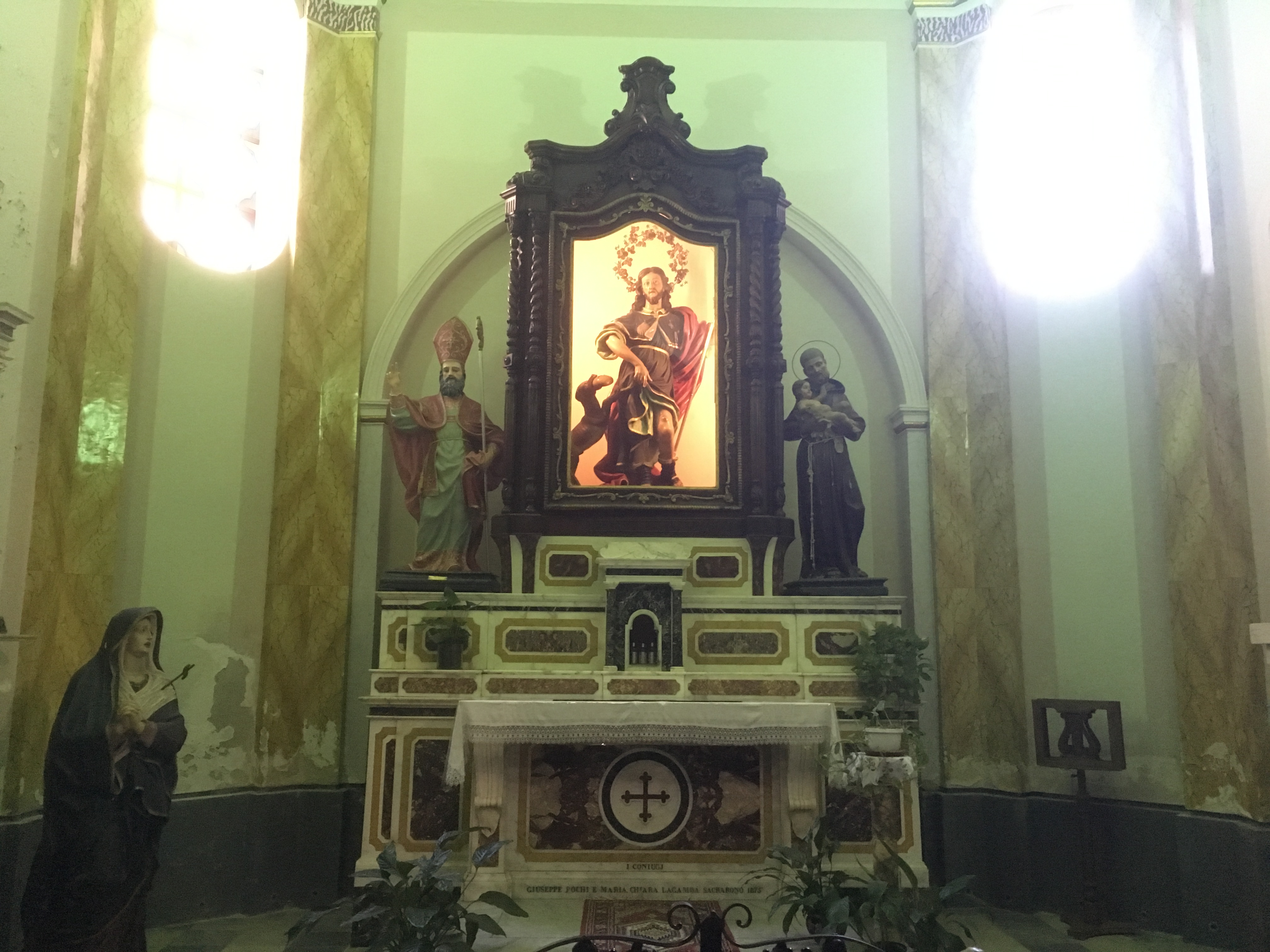
Cappella San Rocco, Duomo di Polistena

Essa è posizionata dalla parte opposta della precedente cappella, in fondo alla navata sinistra, ed è caratterizzata dalla presenza di una nicchia molto simile a quella dell'altare centrale, che contiene all'interno una pregevole statua sempre lignea di san Rocco, opera di  Fortunato Morani nato 1773 ad inizio '800 Della statua di San Rocco in casa di Francesco Morani a Polistena si conserva ancora, il bozzetto originale; ai lati della statua di san Rocco vi sono altre due statue, quella in cartapesta di san Biagio del Morani e quella di san Felice, mentre in altre due piccole nicchie laterali sono custodite rispettivamente la statua dell'Immacolata, e una reliquia di santa Marina, precisamente una costola, che si trova in un reliquiario d'argento e che viene portata in processione durante la festa insieme alla statua. Tale reliquia arrivò a Polìstena nel 1870 per intercessione del vescovo polistenese Domenico Maria Valensise.

#### Navata centrale

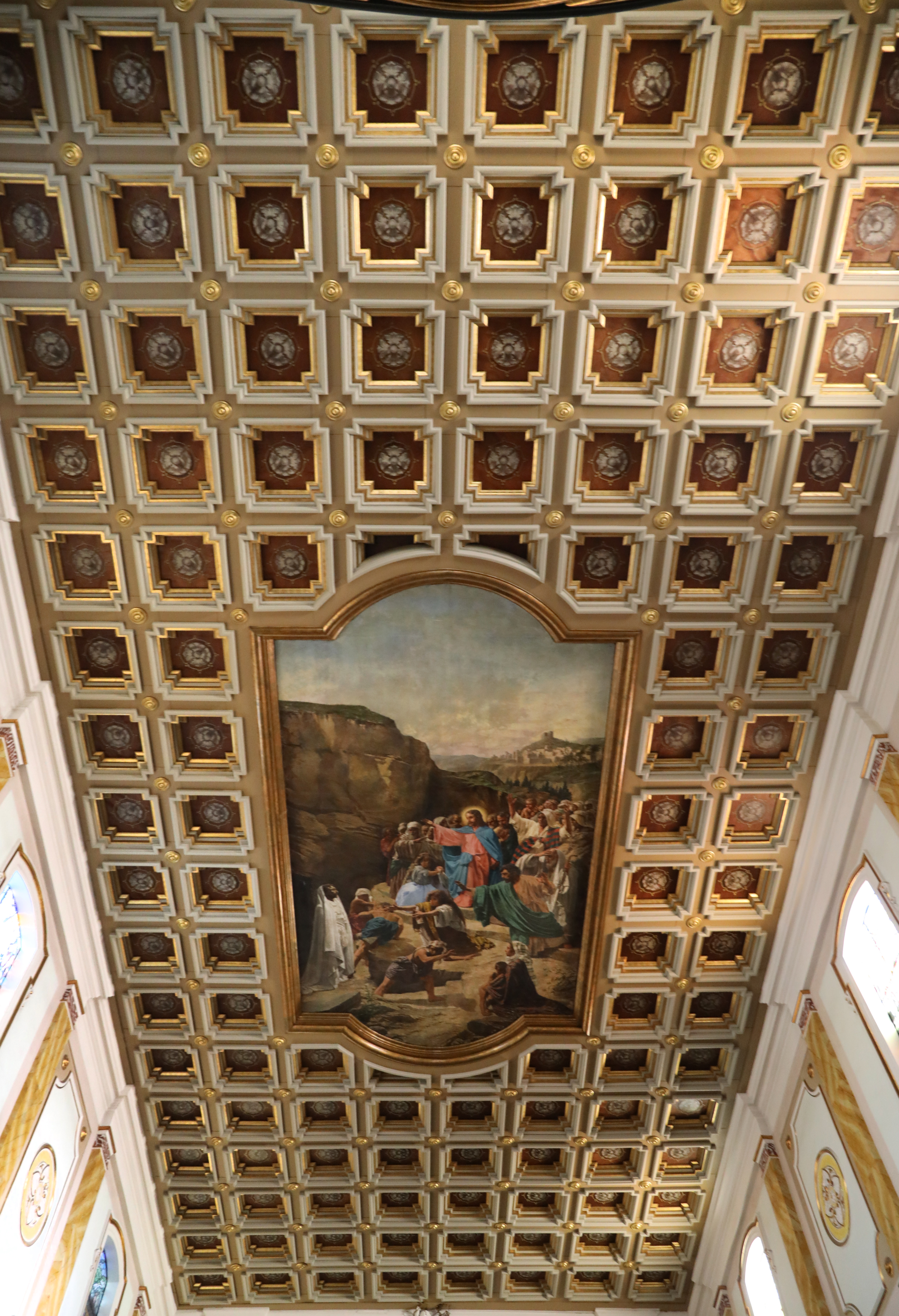
Resurrezione di Lazzaro del 1900 di Carmelo Zimatore.

Nella navata centrale si ammira in tutta la sua magnificenza il soffitto a cassettoni dorati, opera dei fratelli polistenesi Pasquale e Francesco Mancuso, con al centro la Resurrezione di Lazzaro, grandiosa tela realizzata agli inizi del 1900 da Carmelo Zimatore di Pizzo Calabro;. 
Sempre nella navata centrale si trovano alcuni medaglioni in carboncino che raffigurano dei santi, eseguiti dal polistenese Giuseppe Grio, e il fonte battesimale recuperato dall'antica chiesa, con base marmorea del 1782 e con intaglio ligneo sulla parte superiore eseguito da scultori locali.

#### Navata sinistra
All'ingresso si nota un dipinto raffigurante il martirio di sant'Andrea, sempre opera dell'artista Zimatore; da qui in poi è un susseguirsi di statue, tra cui quelle lignee di san Nicola e dell'Addolorata, opere eseguite la prima da Francesco Morani la seconda da Vincenzo Morani (padre e poi figlio) da un crocifisso con ai lati i busti lignei, scolpiti dall'artista napoletano Gennaro Franzese, di santa Chiara e di santa Veneranda, quest'ultima già appartenuta alla chiesetta di Santa Veneranda, anch'essa andata in rovina con il terremoto del 1783; e infine vi è l'altare di san Michele con annessa statua lignea.E per ultimo altare e Madonna del Carmine scolpita da Fortunato Morani nato nel 1773 ed altare in stucchi eseguito dal figlio Francesco intorno al 1831 a devozione della Signora Pavia. Come da dicitura scritta sotto la base, che si sta deteriorando e scomparendo. 

#### Navata destra
Percorrendo la navata, si nota una pala d'altare raffigurante l'Immacolata con S. Marina ed altri santi (attribuita al Colloca); l'altare e la statua di santa Rita, la statua di Maria Ausiliatrice e infine quella del Sacro Cuore di Gesù (con annesso altare marmoreo del 1935).

#### Altro
Sono inoltre presenti un confessionale che porta scolpita la data del 1783, dei preziosi paramenti sacri, un archivio parrocchiale con registri che datano a partire dal 1586, e le vetrate dell'artista polistenese Giuseppe Niglia.

## Festività e ricorrenze

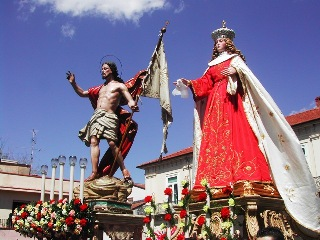
Cristo Risorto, nell'affrontata di Polistena, in Piazza del Popolo.

- Festa di Santa Marina Vergine, patrona di Polistena (17 luglio, con processione per le vie cittadine). L'origine della festa è molto antica, ma viene celebrata con la "Teoria dei santi" (ovvero la "Processione delle 26 statue di Polistena")[24][25] che fu introdotta dopo il terremoto del 1783, che provocò oltre 2000 vittime e distrusse l'intera città. Quando la popolazione di Polistena si riprese dalla calamità, avvertì l'esigenza di ricorrere all'intercessione della santa patrona e di tutti i santi presenti nella cittadina, portandoli in gran festa per le vie del paese. L'usanza fu ripetuta di anno in anno e praticata sino al 1960. Interrotta per quasi quarant'anni, la processione con la "Teoria dei Santi" fu ripristinata nel 1998 per volontà dell'arciprete don Giuseppe Demasi e di un comitato che da allora sostiene questa tradizione;
- Festa di San Rocco, compatrono di Polistena (16 agosto, con processione per le vie cittadine).[26]
- Processione dell’addolorata (venerdì santo - evento legato alla Settimana Santa di Polistena)
- Affrontata (giorno di Pasqua - evento legato alla Settimana Santa di Polistena).